# La Comtesse de Charny (mini-série)
Pour l’article homonyme, voir La Comtesse de Charny.
La Comtesse de Charny est une mini-série réalisée en 1989 par Marion Sarraut, tirée de la série de romans Mémoires d'un médecin d'Alexandre Dumas, qui regroupe, outre La Comtesse de Charny, Joseph Balsamo, Le Collier de la reine et Ange Pitou. La série fut initialement diffusée sur la chaîne française TF1 en neuf épisodes de 90 minutes, mais est disponible en quinze épisodes de 52 minutes sur DVD (6 DVD).

## Synopsis
Andrée de Taverney, fille d'un gentilhomme campagnard désargenté, devient la dame d'honneur préférée de Marie-Antoinette. Sa beauté va lui attirer bien des mésaventures : hypnotisée par Cagliostro, elle sera violée par Gilbert, un jeune domestique, convoitée par Louis XV enfin jalousée par la reine qui est amoureuse du mari de la jeune femme...

## Distribution

### Acteurs principaux
- Anne Jacquemin : Andrée de Taverney de Maison Rouge, Comtesse de Charny
- Benoît Vallès : Olivier de Charny, amant de la reine
- Isabelle Guiard : Marie-Antoinette / Nicole
- Jean-François Garreaud : Joseph Balsamo / Comte de Cagliostro
- Patrice Alexsandre : Philippe de Maison-Rouge
- Alain Payen : Gilbert
- Éric Prat : Le roi Louis XVI
- Philippe Clay : le Baron de Taverney
- Patrick Farru : Ange Pitou
- Anne Richard : Catherine Billot

### Acteurs secondaires
- Benoist Brione : Père Billot
- Bernard Waver : Jean-Jacques Rousseau
- Dora Doll : Thérèse Rousseau
- Jacques Duby : Marat
- Pierre Marzin : Robespierre
- Bernard Farcy : Danton
- Michel Peyrelon : Mirabeau
- Sylvain Lemarié : De Crosnes
- Yves Penay : le Cardinal de Rohan
- Delphine Rich : la Comtesse de la Motte-Valois
- Serge Beauvois : le Comte de Provence
- Monique Lejeune: la Duchesse de Noailles
- Armand Mestral : l'abbé Fortier
- Bernard Dhéran : le Maréchal de Richelieu
- Jacques Toja : Louis XV
- Alain Libolt : Docteur Louis
- Angelo Bardi : le serrurier Gamain
- Stéphane Guillon : le Baron de Charny
- Blanche Raynal : Madame Campan
- Xavier Clément : Docteur Raynal

## Fiche technique
- Réalisation : Marion Sarraut
- Scénario : Jean Chatenet d'après l'œuvre d'Alexandre Dumas, inspiré de ses romans; Joseph Balsamo, Le Collier de la reine, La Comtesse de Charny et Ange Pitou.
- Décors : Serge Sommier, Xavier Le Mesnil
- Costumes : Josette Verrier
- Photographie : Francis Junek
- Musique : Paul et Jean-Paul Guiot
- Production : TF1-S.F.P., 1989
- Première : 5 juin 1989, sur TF1

### Tournage
Les extérieurs ont été, en partie, tournés au Château d'Haroué et sur les places de Nancy : Place de la Carrière et Place d'Alliance et rue Girardet avec son portail du n°16.